# Filipinsko morje
Filipinsko morje je robno morje zahodnega Tihega oceana vzhodno od Filipinskega arhipelaga s površino okrog 5.000.000 km². Morsko dno predstavlja Filipinska plošča. Njegov zahodni rob je prva veriga otokov, ki jo sestavljata otočje Rjukju na severozahodu in Tajvan na zahodu. Njegova jugozahodna meja je sestavljena iz Filipinskih otokov Luzon, Catanduanes, Samar, Leyte in Mindanao. Njegova severna meja je sestavljena iz japonskih otokov Honšu, Šikoku in Kjušu. Njegova vzhodna meja je druga veriga otokov, ki jo sestavljajo otoki Bonin in Iwo Jima na severovzhodu, Marijansko otočje (vključno z Gvamom) na vzhodu in Palav na jugovzhodu. Njegova južna meja je indonezijski otok Morotai.
Morje ima zapleteno in raznoliko podmorsko površino. Dno je oblikovano v strukturno kotlino s serijo geoloških prelomov in prelomnih območij. Otočni loki, ki so dejansko podaljšani grebeni, segajoči nad morsko površino zaradi dejavnosti tektonike plošč na tem območju, zaobjemajo Filipinsko morje na severu, vzhodu in jugu. Primer so Filipinski arhipelag, otočje Rjukju in Marijanski otoki. Še ena opazna značilnost Filipinskega morja je prisotnost globokomorskih jarkov, med katerima sta Filipinski jarek in Marijanski jarek, v katerem je najgloblja točka na planetu.

## Geografija

### Lega
Filipinsko morje ima Filipine in Tajvan na zahodu, Japonsko na severu, Marijanske otoke na vzhodu in Palav na jugu. Sosednja morja so Celebeško morje, od katerega ga loči Mindanao in manjši otoki na jugu, Južnokitajsko morje, od katerega ga ločijo Filipini ter Vzhodnokitajsko morje, od katerega ga loči otočje Rjukju.

### Obseg
Mednarodna hidrografska organizacija opredeljuje Filipinsko morje kot "območje severnega Tihega oceana ob vzhodnih obalah Filipinskih otokov", omejeno z:

Na zahodu. Z vzhodnimi mejami Vzhodnoindijskega arhipelaga, Južnokitajskim in Vzhodnokitajskim morjem.
Na severu. Z jugovzhodno obalo Kjušuja, južnimi in vzhodnimi mejami Notranjega morja in južno obalo Honšuja.
Na vzhodu. Z grebenom, ki povezuje Japonsko z Boninom, Vulkanskimi in Marijanskimi otoki, ki so vsi vključeno v Filipinsko morje.
Na jugu. S črto, ki povezuje otoke Gvam, Yap, Pelew in Halmahera.